# Pocilloporidae
Pocilloporidae là một họ san hô trong bộ Scleractinia.

## Chi
Theo World Register of Marine Species, họ này gồm các chi::-
- Astocoenia
- Astrocoenia
- Madracis Milne-Edwards & Haime, 1849
- Pocillopora Lamarck, 1816
- Seriatopora
- Stylophora

## Hình ảnh

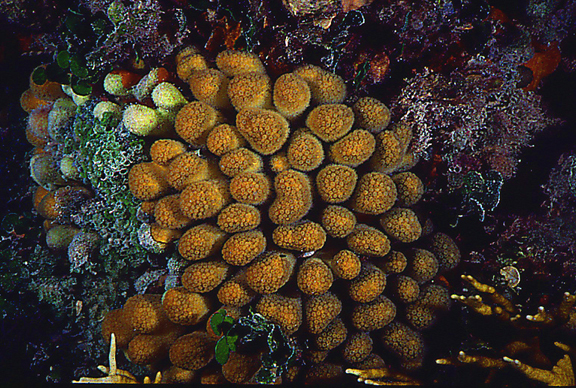
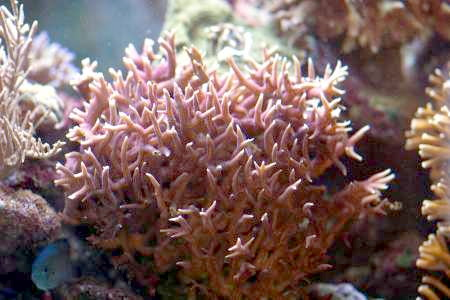
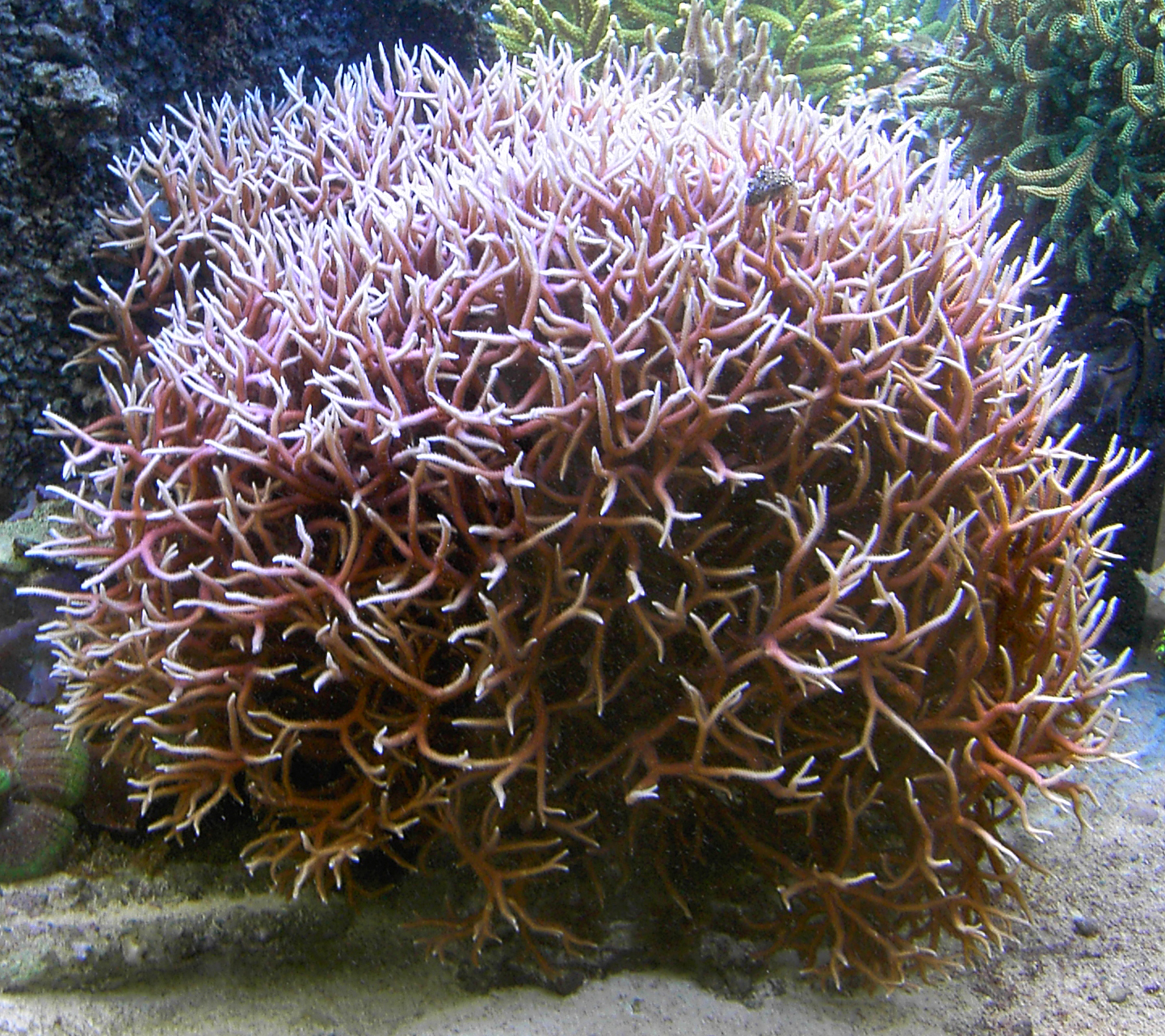
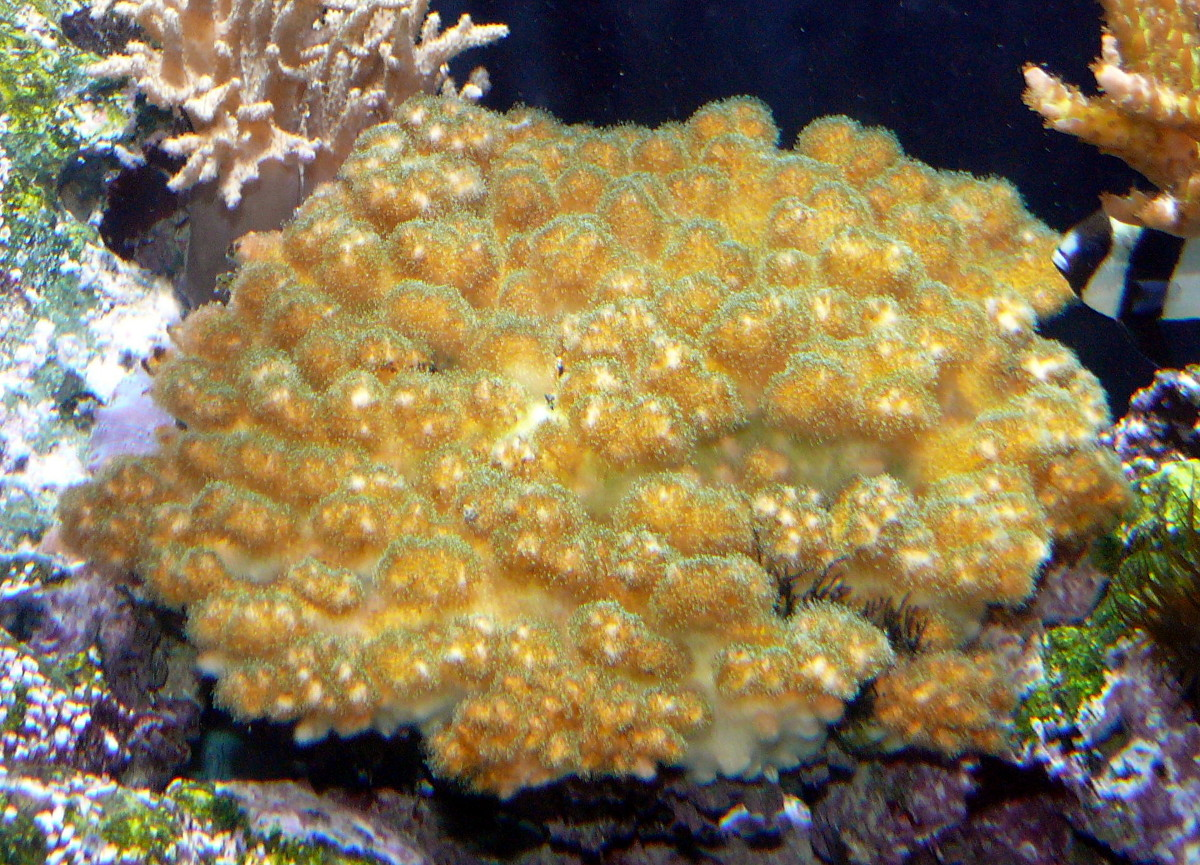